# ボスジム
ボスジム (Vos Gym) は、オランダのアムステルダムにあるキックボクシングのジム。ヨハン・ボスジム (Johan Vos Gym) 、ヨハン・ボス・スポーツ・スクール (Johan Vos Sports School) としても知られている。
初代会長はヨハン・ボス。現会長はイワン・ヒポリット。K-1 WORLD GPで4度優勝したアーネスト・ホーストをはじめ、多くの強豪キックボクサーを輩出している。また、ボクシンググローブを着けた子ギツネをジムのロゴマークとしている。
東京都港区赤坂にボスジムジャパンが設立され、ロッテルダムにも支部が設立されている。

## 概要
メジロジム・アムステルダムの創設メンバーの一人だったヨハン・ボスが独立して1978年に創設。キックボクシング王国オランダの黎明期から数多くの名選手・名王者を輩出してきたことから、ドージョー・チャクリキ、メジロジムと共に「オランダ三大ジム」と称される。チャクリキ、メジロジムと同様にトレーナーのことを「先生」と日本語で呼んだり、練習の最後に黙想をするなど日本の名残がある。

## 主な元所属選手
- アーネスト・ホースト
- イワン・ヒポリット
- モハメド・カマル
- ウォーレン・スティーブルマンズ
- ギルバート・アイブル
- トーマス・ハロン
- ジェレル・ヴェネチアン
- ビヨン・ブレギー
- アントニー・ハードンク
- サミール・ベナゾーズ
- ルシア・ライカ
- マルース・クーネン